# Punden Rejo
Punden Rejo is een bestuurslaag in het regentschap Deli Serdang van de provincie Noord-Sumatra, Indonesië. Punden Rejo telt 2354 inwoners (volkstelling 2010).